# Bingen Fernández
Bingen Fernández Bustinza (Bermeo, Vizcaya, 15 de diciembre de 1972) es un ciclista español que fue profesional entre 1996 y 2009.
Hizo su debut como profesional en el año 1996 con el equipo Euskaltel-Euskadi. En 2002 pasó al Cofidis, donde correría hasta su retirada en 2009.
Tras su retirada empezó a trabajar como director deportivo en el equipo Garmin.

## Resultados en Grandes Vueltas
Durante su carrera deportiva consiguió los siguientes puestos en las Grandes Vueltas:
| Carrera | Carrera         | 1996 | 1997 | 1998 | 1999 | 2000 | 2001 | 2002 | 2003 | 2004 | 2005 | 2006 | 2007 | 2008 | 2009  |
| ------- | --------------- | ---- | ---- | ---- | ---- | ---- | ---- | ---- | ---- | ---- | ---- | ---- | ---- | ---- | ----- |
|         | Giro de Italia  | —    | —    | —    | —    | —    | —    | —    | —    | —    | —    | —    | 29.º | Ab.  | —     |
|         | Tour de Francia | —    | —    | —    | —    | —    | —    | 79.º | —    | —    | —    | —    | —    | —    | 105.º |
|         | Vuelta a España | —    | —    | Ab.  | —    | —    | 50.º | 87.º | 85.º | 67.º | 34.º | 85.º | 68.º | 87.º | 58.º  |

—: No participa

Ab.: Abandono

## Equipos
- Euskadi (1996-2001)
  - Euskadi (1996-1997)
  - Euskaltel-Euskadi (1998-2001)
- Cofidis (2002-2009)